# 租船
租船是航運業內的一項活動，船東將其船舶出租給租船人使用。雙方之間的契約稱為租船契約。租船的三種主要類型是：光船租船、航次租船和期租船。

## 租船人
在某些情況下，承租人可能擁有貨物，並聘請船舶經紀人尋找一艘船舶以一定的價格（即運費）交付貨物。某條航線（例如巴西和中國之間的鐵礦石航運路線）的運費可能以每噸為基礎，或者也可以以約定的租船期限內每天的總金額（通常以美元為單位）來表示。
承租人也可能是無貨方，從船東處租用船舶一段時間，然後以高於租金的利潤出售該船舶運載貨物，甚至通過轉租在上漲的市場中獲利。運送給其他承租人。

## 類型
租船主要分為三種類型：
光船租賃
一種租賃船舶的安排，協議中不包括任何管理或技術維護。承租人獲得船舶的佔有和完全控制權，並承擔法律和財務責任。承租人支付所有運營費用，包括燃油、船員、港口費用以及船體保險。在商業光船租賃（光船租賃的一種類型）中，租賃期可能持續多年，並可能以承租人獲得船舶所有權而結束。光船租船對於油輪和散貨船來說很常見。
航次租船
指租用船舶和船員在裝貨港和卸貨港之間航行。承租人按噸或一次性向船東付款。船東支付港口費用（不包括裝卸費用）、燃料費用和船員費用。使用船舶的費用稱為運費。航次租船合同規定了裝卸貨物的一段時間，稱為裝卸時間。如果超過裝卸時間，承租人必須支付滯期費。如果節省了裝卸時間，租船方可能會要求船東向承租人支付運費。
期租船
指在特定時期內租用船舶。船東提供船舶和船員，但承租人選擇港口、航線和船速，最後一個是二氧化碳排放的重要決定因素。承租人向船東支付船舶消耗的所有燃料、港口費、佣金和每日租金。從這個意義上說，承租人在期租期間對船舶擁有完全的商業控制權。船舶本身的運營權仍歸船東所有。